# بستژک
بستژک (به لهستانی:  Bystrzek) یک روستا در لهستان است که در گمینا شرم واقع شده‌است. بستژک ۶۰ نفر جمعیت دارد و ۶۰ متر بالاتر از سطح دریا واقع شده‌است.